# Station radar d'Armavir
La station radar d'Armavir est une station radar d’alerte précoce située près d’Armavir, dans le Krai de Krasnodar, en Russie. C'est un élément clé du système d'alerte précoce russe contre les attaques de missiles et est géré par les Forces de défense aérospatiales russes. Il y a deux radars sur le site, l'un orienté sud-ouest et l'autre sud-est. Ils fournissent une couverture radar du Moyen-Orient.
La station est située sur l'ancien aérodrome de Baronovsky, à trois kilomètres au sud-ouest du village de Glubokiy et à douze kilomètres au sud-ouest d'Armavir.
La station aurait été mise en service fin 2006 puis entrée en "mode de combat expérimental" en 2008. En décembre 2012, il a été annoncé que la station serait pleinement opérationnelle au premier trimestre de 2013. Le 6 juin 2013, le président Vladimir Poutine, en visite au poste de commandement central des forces armées russes, annonça que l'installation d'un deuxième segment était prévu sur le site, qui couvrira la zone de la station radar de Gabala.
Il a été développé par NIIDAR (НИИДАР) et a été construit par Spetsstroy (Федеральное агентство специального строительства, également appelé Спецстрой России). L'installation de l'équipement a été réalisée par Spetstehmontazh (Спецтехмонтаж).
La station aurait été attaquée le 23 mai 2024.

## Radar Voronezh
Les radars Voronezh sont des radars hautement préfabriqués nécessitant moins de personnel et utilisant moins d'énergie que les générations précédentes. Il y en a deux à Armavir , décrits comme des Voronezh-DM, un radar UHF avec une portée indiquée de 4 200 kilomètres.
Un des radars, orienté sud-ouest, remplace la couverture perdue lors du conflit avec l'Ukraine au sujet des radars Dnepr de Mukachevo et de Sébastopol. L’autre, orienté sud-est, peut remplacer le radar Daryal à Gabala, bien que sa construction soit en retard.

## Armavir et Gabala
Les données d'Armavir et de Gabala ont été transmises aux États-Unis dans le cadre des négociations à la suite de l'opposition russe concernant la défense antimissile américaine en Europe. Armavir est proche de l'Iran, comme Gabala, et fournit également des renseignements sur l'activité des missiles au Moyen-Orient.
Armavir ne peut pas complètement combler la perte de Gabala, cette dernière étant plus au sud, elle possède une plus longue portée. Armavir pourrait également être affecté par les montagnes du Caucase.
En 2007, Vladimir Popovkine, alors commandant des forces spatiales russes, a déclaré qu'il était impossible de compter sur Gabala et Balkhash au Kazakhstan ainsi que les deux stations en Ukraine, car la Russie ne pouvait pas être sûre de pouvoir y accéder en période de tension internationale ou de guerre.

## Lancement balistique de 2013 en Méditerranée
Le 3 septembre 2013, Armavir a détecté deux lancements de tests balistiques américano-israéliens en Méditerranée en direction de la Syrie.